# District historique d'Encanto-Palmcroft
Le district historique d'Encanto-Palmcroft – ou Encanto-Palmcroft Historic District en anglais – est un district historique américain à Phoenix, dans le comté de Maricopa, en Arizona. Inscrit au Registre national des lieux historiques le 16 février 1984, il a été étendu le 10 juin 1992, à nouveau le 19 mai 1994 puis encore le 3 novembre 2017. Il comprend des bâtiments dans de nombreux styles architecturaux, dont le style Pueblo Revival.